# Tang Hongbo
Tang Hongbo (in cinese: 汤洪波; Xiangtan, Ottobre 1975) è un astronauta cinese. Ha partecipato alla missione Shenzhou 12 a bordo della Stazione spaziale Tiangong nel 2021, accumulando 92 giorni nello spazio. Il 26 ottobre 2023 è tornato nello spazio come comandante della missione di lunga durata Shenzhou 17.